# Rhacochilus
Rhacochilus is een geslacht van straalvinnige vissen uit de familie van brandingbaarzen (Embiotocidae).

## Soorten
- Rhacochilus toxotes Agassiz, 1854
- Rhacochilus vacca (Girard, 1855)